# Воронин, Константин Никитович
Константин Никитович Воронин — советский хозяйственный, государственный и политический деятель.

## Биография
Родился в 1909 году в селе Павлово. Член ВКП(б) с года.
С 1940 года — на хозяйственной, общественной и политической работе. В 1940—1984 гг. — старший мастер, заместитель начальника бюро технического контроля цеха на Заводе № 75 (г. Харьков), заместитель начальника, начальник бюро технического контроля цеха, заместитель секретаря парткома, парторг ЦК ВКП(б) на Челябинском тракторном заводе, заместитель начальника отдела, заведующий отделом, второй, первый секретарь Челябинского горкома КПСС, заместитель директора Челябинского трубопрокатного завода.
Избирался депутатом Верховного Совета РСФСР 5-го созыва.
Умер в Челябинске в 1988 году.